# فولفغانغ فيلهلم، كونت بالاتينات-نيوبورغ
فولفغانغ فيلهلم (بالألمانية: Wolfgang Wilhelm von Pfalz-Neuburg)‏ (نويبورغ آن در دوناو؛ 4 نوفمبر 1578 - 14 سبتمبر 1653؛ دوسلدورف)؛ كان كونت بالاتينات-نيوبورغ ودوق يوليش-برغ.

## حياته
هو الابن الأول والطفل الثالث لـ فيليب لودفيغ، كونت بالاتينات-نيوبورغ وآنا من يوليش-كليفه-برغ، انتصر والديه في حرب الخلافة في يوليش (1614-1609)؛ وبالتالي أصبحوا دوقات يوليش-برغ، وفي 1615 أصبح فارس الصوف الذهبي بعد تحول إلى الكاثوليكية، وأيضا مارس سياسة الحياد الصارم خلال حرب الثلاثين عاما بحيث نجت أراضيه من الدمار الواسع؛ نقل بلاطه إلى دوسلدورف في 1636.

## الزواج والأبناء
تزوج فولفغانغ ثلاث مرات:-
- تزوج أولا في 1613 من ماغدالين ابنة فيلهلم الخامس، دوق بافاريا وريناتا من لورين؛ وأنجبت له ابن وحيد فيليب فيلهلم أصبح لاحقاً ناخب بالاتينات.
- ثم تزوج في 1631 من كاثرين ابنة يوهان الثاني كونت بالاتينات-تسفابيروكن؛ وأنجبت له فرديناند فيليب وإليونور فرانزيسكا؛ كليهما توفي وهم صغار.
- ثم تزوج من ماريا فرنزيسكا ابنة إيغون الثامن دي فورستنبرغ-هيليجنبرغ؛ لم يكن لديهم أبناء.